# Hapoel HaMizrachi
Hapoel HaMizrachi (în ebraică הַפּוֹעֵל הַמִּזְרָחִי,, lit. Mișcarea Lucrătorilor) a fost un partid politic și o mișcare de pace în Israel. A fost unul dintre predecesorii Partidului Național Religios și al Căminului Evreiesc.
Hapoel HaMizrachi a fost format în Ierusalim în 1922 sub sloganul sionist „Torah va'Avodah” (Tora și Munca), ca o organizație religioasă sionistă care a sprijinit fondarea organizației religioase pentru kibuțuri și moșavuri unde s-a lucrat în conformitate cu Halakha.